# 166 Rhodope
166 Rhodope este un asteroid din centura principală, descoperit pe 15 august 1876, de Christian Peters.